# Louis-François de Boufflers
Louis-François de Boufflers (ur. 10 stycznia 1644 w Cagny, zm. 22 sierpnia 1711 w Fontainebleau) – diuk de Boufflers, hrabia de Cagny, marszałek Francji, jeden z wodzów Ludwika XIV.
Służbę wojskową rozpoczął w roku 1663, będąc w 1669 pułkownikiem dragonów. Pod wodzą marszałka François de Créquy brał udział w zdobyciu Lotaryngii. Później służył pod dowództwem Turenne'a w wojskach sprzymierzonej Holandii. Wyróżniał się zarówno dzielnością, jak i talentami wojskowymi. Uczestniczył też w działaniach Turenne'a na terenie Alzacji. Po jego niespodziewanej śmierci w bitwie pod Nieder Sasbach (1675), dowodził strażą tylną wycofującej się armii francuskiej. Był już wtedy wyższym dowódcą w randze brygadiera, a w 1677 został generałem.
Następnie odbywał kolejne kampanie wojenne awansując coraz wyżej – w 1681 był już generałem lejtnantem. Dowodził francuską armią nad Mozelą, która rozpoczęła tzw. wojnę palatynacką serią zwycięstw (m.in. pod Cochem). Prowadził korpusy nad Sambrę, w 1690 wsparł swymi siłami armię marszałka Luxembourga przed bitwą pod Fleurus.
W 1691 działał jako generał lejtnant pod osobistym dowództwem króla-słońce Ludwika XIV. Odniósł ranę podczas blokady Mons, wraz z królem obecny był przy oblężeniu Namur w 1692, uczestniczył także w bitwie pod Steenkerke. W uznaniu dotychczasowych zasług został w 1693 mianowany marszałkiem Francji, a w 1694 otrzymał tytuł książęcy.
W 1694 mianowano go gubernatorem Flandrii i miasta Lille. Zręcznym manewrem wprowadził swe wojska do twierdzy Namur w 1695, a poddał się oblegającym dopiero wtedy, gdy stracił 2/3 z 13 tysięcy żołnierzy. Uczestniczył w negocjacjach, które doprowadziły do zawarcia pokoju w Rijswijk. Podczas hiszpańskiej wojny sukcesyjnej, gdy twierdzy Lille zagroziło oblężenie przez alianckie wojska księcia Marlborougha i Eugeniusza Sabaudzkiego, został wyznaczony dowódcą jej garnizonu, stawiając armii sprzymierzonych opór przez 3 miesiące. W drodze wyjątku zwycięzcy uznali podyktowane przez niego warunki kapitulacji.
Za to dokonanie został przez monarchę wysoko nagrodzony i uhonorowany. W roku 1708 został parem Francji. W roku 1709, gdy Francji ponownie zagroziła inwazja wojsk sprzymierzonych, zaproponował swój udział zgadzając się służyć pod komendą młodszego rangą de Villarsa i wraz z nim dowodził w bitwie pod Malplaquet. Po odniesieniu przez niego rany, przejął naczelne dowództwo i z pola bitwy dokonał uporządkowanego odwrotu wojsk francuskich.